# Eleanor Ireland
Eleanor Ireland (* 7. August 1926 in Berkhamsted, Vereinigtes Königreich) ist eine der ersten britischen Informatikerinnen und war Mitglied des Women's Royal Naval Service. Sie bediente von 1944 bis Kriegsende die Colossus-Computer. Sie wurde Künstlerin und Illustratorin und Werke von ihr wurden in der Royal Academy of Arts ausgestellt.

## Leben und Werk

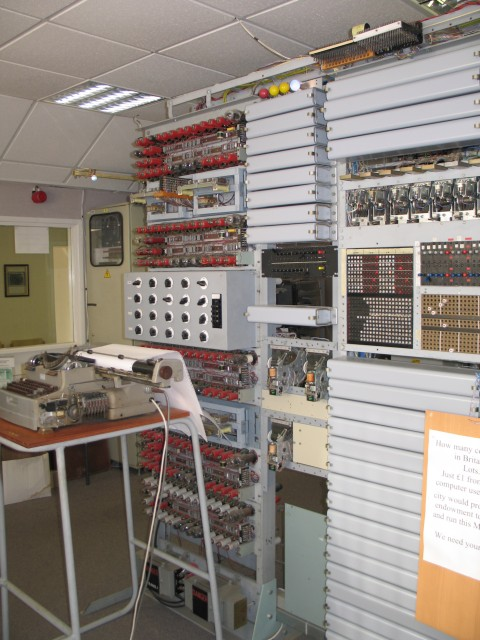
Funktionsfähige Nachbildung eines Colossus Mark 2. Ausgestellt im National Museum of Computing (im H-Block) Bletchley Park. Rekonstruiert von einem Team unter der Leitung von Tony Sale und im November 2007 fertiggestellt

Ireland war die Tochter eines Beamten und besuchte die Berkhamsted School for Girls. Nach ihrem Schulabschluss zog sie nach London und bewarb sich erfolgreich an der Regent Street School of Architecture. Sie begann aber ihr Architekturstudium nicht, sondern war bis 1943 für einen Philatelisten tätig.
1943 meldete sie sich freiwillig bei einer Women's Royal Naval Service (WRNS)-Einrichtung in Balloch am Lake Lochmond nördlich von Glasgow. Sie wurde nach Bletchley Park gebracht, wo man ihr mitteilte, dass sie Teil der PV Special Duties X war. Sie und alle anderen Frauen, mit denen sie arbeitete, durften niemandem Informationen über ihre Arbeit geben und alle mussten das Gesetz zum Schutz von Staatsgeheimnissen unterzeichnen.
Sie arbeitete in Bletchley Hut F in der Abteilung von Max Newman. Dort wurden die Wrens in binärer Mathematik, dem Fernschreiberalphabet und im Lesen von Lochstreifen geschult. Jean Bradbury unterrichtete Ireland für die Arbeit mit Colossus II. Ireland erfuhr erst 50 Jahre später, dass Colossus dazu konzipiert war, die Nachrichten einer sogenannten Lorenz-Maschine zu entschlüsseln, die das deutsche Oberkommando speziell in Auftrag gegeben hatte, um eine Kommunikation unter absoluter Geheimhaltung zu ermöglichen. Die Lorenz-Maschine wurde von Hitler, Göring und Goebbels sowie den Feldmarschällen und Generälen verwendet.

## Illustratorin nach dem Zweiten Weltkrieg
Am Ende des Krieges erließ Churchill ein Edikt, wonach die Maschinen abgebaut werden müssten, und Ireland war daran beteiligt die Colossi zu zerlegen. Zwei Maschinen gingen nach Eastcote im Norden Londons und wurden schließlich zum Government Communications Headquarters in Cheltenham gebracht und dort 1960 abgebaut. Alle Zeichnungen von Colossus wurden verbrannt und seine Existenz geheim gehalten. Alle Mitarbeiter mussten erneut das Gesetz zum Schutz von Staatsgeheimnissen unterzeichnen.
Ireland studierte 5 Jahre an der Regent Street Polytechnic School of Art Ölmalerei und Bildhauerei und beschloss, Buchillustratorin zu werden. Sie wurde von dem Illustrator Stuart Tresilian unterrichtet. Sie arbeitete als Buchillustratorin und schloss sich einer Zeichengruppe an unter Leitung von Henry Trivick, einem guten Freund von Stanley Spencer und stellte auch auf verschiedenen lokalen Ausstellungen und bei der Royal Academy of Arts aus.
Sie heiratete einen Mikrobiologen, der bei dem Pharmaunternehmen Glaxo arbeitete und mit dem sie zwei Söhne bekam.
1983 wurde der Elektroingenieur Tommy Flowers, der hauptsächlich für die Konstruktion der Maschinen verantwortlich war, gestattet, über Colossus zu schreiben, allerdings wieder ohne Einzelheiten über den Einsatzzweck von Colossus preiszugeben. Anfang der 1990er Jahre begann Tony Sale, ein Ingenieur und Kurator des Science Museum in London, mit Hilfe einiger Freiwilliger einen Colossus nachzubauen. Am 6. Juni 1996 schaltete der Herzog von Kent in Bletchley Park einen einfach funktionierenden Colossus ein. Sales Maschine ist noch heute in der für die Öffentlichkeit zugänglichen Colossus Gallery im National Museum of Computing auf dem Bletchley-Anwesen zu sehen.
Als die britische Regierung im Jahr 2000 den 500 Seiten umfassenden General Report über Tunny veröffentlichte, konnte die Geschichte von Colossus vollständig erzählt werden.